# El viatge (pel·lícula de 1974)
 El viatge (Il viaggio) és un pel·lícula italiana dirigida per Vittorio De Sica, estrenada el 1974. Ha estat doblada al català.

## Argument
Sicília, finals del segle xix. Adriana (Sophia Loren) i Cèsar (Richard Burton) s'han estimat durant anys, però el pes de la tradició és tan fort que ella, per acord de les famílies d'ambdós, acaba casant-se amb el germà menor de César. Tanmateix, aquest no serà l'únic revés que hauran d'afrontar.

## Repartiment
- Sophia Loren: Adriana de Mauro
- Richard Burton: Cesare Braggi
- Ian Bannen: Antonio Braggi
- Barbara Pilavin: la mare d'Adriana

## Premis
- 1974: Festival de Sant Sebastià: Conquilla de Plata a la millor actriu (Sophia Loren)
- 1973: Premi David di Donatello a la millor actriu (Sophia Loren)